# Funicolare dei Bottini
La funicolare dei Bottini è un impianto a fune in servizio fra il 1919 e il 1935 a Celle Ligure, realizzata per iniziativa privata al fine di agevolare il collegamento con il soprastante altipiano e ricostruito tra il 2014 e 2016.
Il cantiere per la ricostruzione dell'impianto, sotto forma di ascensore inclinato, è stato avviato nel 2014 con inaugurazione avvenuta il 23 luglio 2016.

## Storia

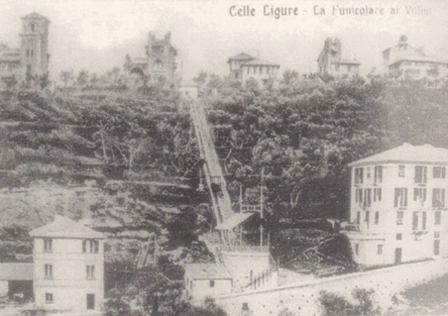
Cartolina degli anni venti

Il progetto di un impianto di collegamento fra il borgo di Celle Ligure con l'altopiano dei Bottini, un'area a macchia mediterranea di circa diecimila metri quadrati il cui toponimo deriva da un'antica famiglia genovese, risale ai primi del Novecento, allorché l'assenza di strade carrozzabili non favoriva lo sviluppo urbanistico di tale zona.
Nel 1919 furono dunque terminati i lavori di costruzione di una funicolare a trazione elettrica a servizio di un gruppo di villini di nuova costruzione e di alcune attività commerciali realizzati anch'esse dalla Società Agricola Villini di Celle Ligure.
L'entrata in servizio effettiva dell'impianto si ebbe nel 1922.
I mutati scenari urbanistici, politici ed economici dell'epoca relegarono ben presto la funicolare a una funzione marginale e l'impianto fu chiuso già nel 1935.

### Ricostruzione

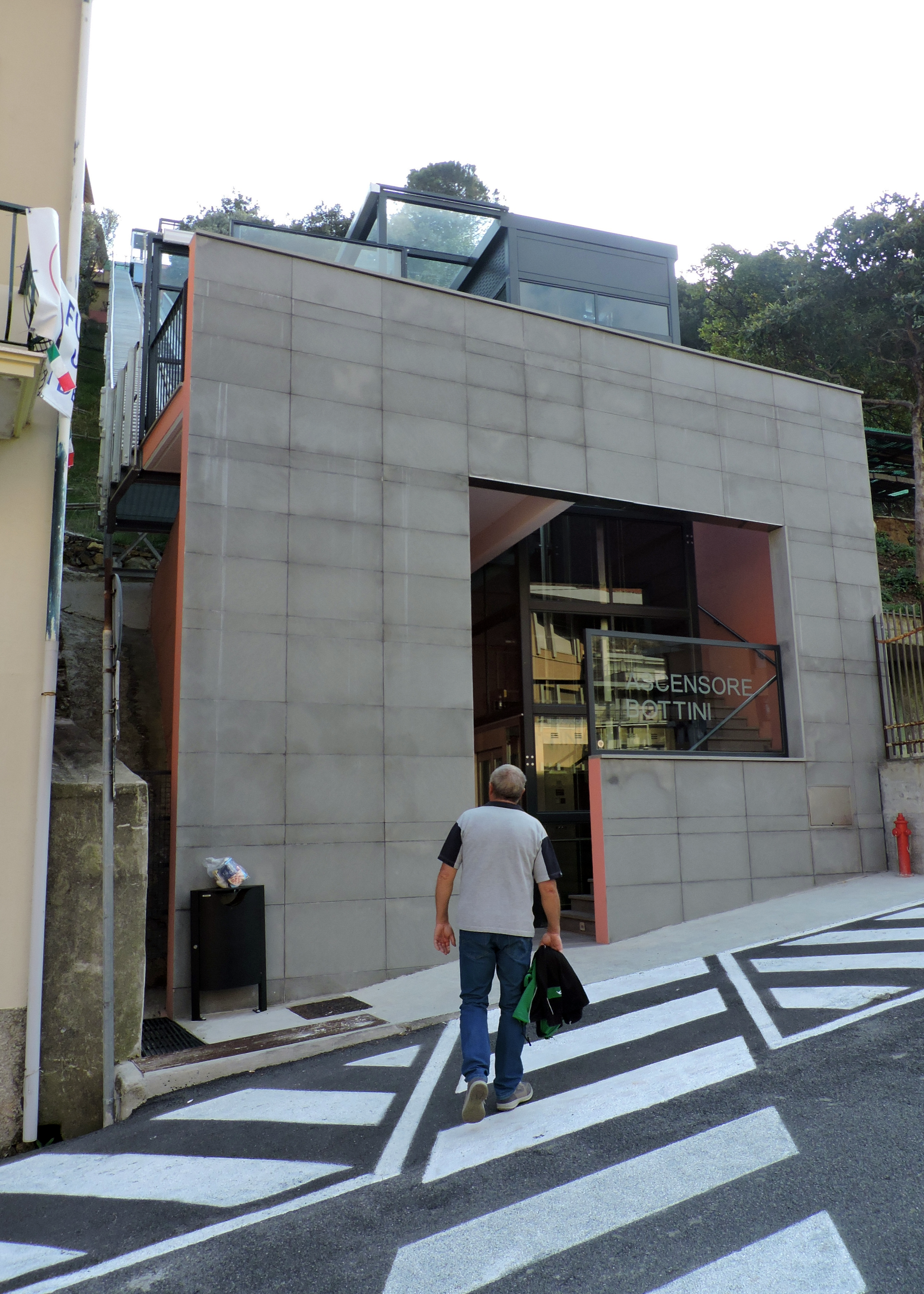
Stazione di valle

Dopo numerose proposte in tal senso, negli anni duemila l'amministrazione comunale si fece promotrice della ricostruzione della "funicolare dei Bottini", come l'impianto venne sempre denominato in loco, finanziando la progettazione di un nuovo impianto da costruirsi con le caratteristiche di ascensore inclinato.
L'opera, cofinanziata dalla Regione Liguria, è costata 840.000 euro e prevede l'impiego di una cabina da 13 posti ad accesso gratuito, con manutenzione totalmente a carico del comune.
I lavori sono stati avviati nel 2014 a cura della società Maspero Elevatori di Genova e terminati l'anno successivo.

## Caratteristiche
L'opera consente di raggiungere l'altipiano dei Bottini a 60 metri di quota superando la parete rocciosa sulla quale si erge con un dislivello di 45 metri.
L'originaria funicolare impiegava una cabina da 10 passeggeri, accessibile dietro il pagamento di 10 centesimi. La stazione inferiore è ubicata in via Cassisi ed era inizialmente costituita da uno chalet in legno, presto sostituito da una costruzione in muratura. Il primo impianto comprendeva altresì una scalinata di servizio composta da 210 gradini.